# Ненад Манойлович
Ненад Манойлович (25 березня 1957 — 24 листопада 2014) — сербський ватерполіст.
Призер Олімпійських Ігор 2000, 2004 років.
Призер Чемпіонату світу з водних видів спорту 2001, 2003 років.